# Carronade Island
Carronade Island – niewielka wyspa położona przy północnym wybrzeżu Australii Zachodniej w Napier Broome Bay.  Nazwa wyspy pochodzi od znalezionych na niej dwóch armat, które początkowo wzięto za karonady.

## Karonady
Najwcześniejsza informacja o tym, że na wyspie znajdują się dwie „karonady” pochodzi przynajmniej z 1909.  W lipcu 1916 na wyspę przybył australijski krążownik HMAS „Encouter” z zamiarem przewiezienia ich do Sydney.  Armaty zostały odnalezione na najwyższym wzniesieniu wyspy, częściowy zasypane piaskiem i celujące pionowo w górę.  Załoga okrętu odkopała armaty i dokładnie przeszukała okolicę, nie znajdując jednak żadnych innych archeologicznych artefaktów.  Wyspa została wówczas nazwana „Carronade Island” (dosłownie „Wyspa Karonady”).
Armaty zostały przewiezione do Sydney gdzie początkowo były wystawione na statku-bazie HMAS „Penguin”, w późniejszym czasie stały one przed głównym budynkiem administracyjnym na Garden Island.  Jedna z armat znajduje się tam do tej pory, druga jest wypożyczona do Fremantle Maritime Museum w Perth.
Początkowo uznano, że armaty pochodzą prawdopodobnie z XV lub XVI wieku, były odlane w stylu hiszpańskim i oznakowane pieczęciami korony portugalskiej. Nie wiadomo było w jaki sposób znalazły się one na wyspie.  Według przekazów z 1909 opowiedzianych przez poszukiwaczy pereł którzy zatrzymali się na wyspach, mieszkający tam Aborygeni odprawiali okresowo ceremonię przedstawiającą okoliczności zdobycia armat. Ceremonia przedstawiała w symboliczny sposób walkę stoczoną przez tubylców z najeźdźcami którzy przybyli na wyspę w dwóch łodziach. Aborygeni którzy odgrywali rolę napastników byli ubrani w płaty kory (co miały symbolizować ubrania i pancerze białych ludzi), a na dziobach kanoe które symbolizowały łodzie najeźdźców ustawiono drewniane repliki karonad. Ceremonia przedstawiająca walkę kończyła się zwycięstwem Aborygenów.
Armaty były początkowo zidentyfikowane jako hiszpańskie karonady i datowane na XV wiek (lub początek XVI). Uznawane były za jeden z dowodów na to, że Australii została odkryta przez Hiszpanów znacznie wcześniej niż oficjalne odkrycie Australii przez kapitana Jamesa Cooka. Późniejsza analiza armat sugeruje jednak, że zostały one wykonane pod koniec XVII wieku w Makassarze i nie są europejskiego pochodzenia.